# Betulia (ort i Santander, lat 6,90, long -73,28)
Betulia är en ort i Colombia.   Den ligger i departementet Santander, i den centrala delen av landet, 270 km norr om huvudstaden Bogotá. Betulia ligger 1 823 meter över havet och antalet invånare är 1 716.
Terrängen runt Betulia är bergig norrut, men söderut är den kuperad. Runt Betulia är det ganska glesbefolkat, med 34 invånare per kvadratkilometer. Närmaste större samhälle är Zapatoca, 9,6 km söder om Betulia. Trakten runt Betulia består i huvudsak av gräsmarker.